# سیارک ۹۰۸

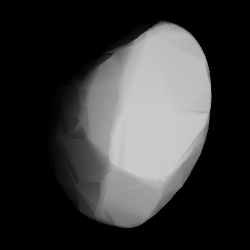
مدل سه‌بُعدی سیارک ۹۰۸ بر اساس منحنی نور آن

سیارک ۹۰۸ (به انگلیسی: 908 Buda، نامگذاری:1918EX) نهصد و هشتمین سیارک کشف شده‌است که در ۳۰ نوامبر ۱۹۱۸ و در هایدلبرگ کشف شد.
قدر مطلق سیارک برابر ۱۰٫۶۹ است.